# Valea Stânii (okręg Călărași)
Valea Stânii – wieś w Rumunii, w okręgu Călărași, w gminie Lehliu. W 2011 roku liczyła 622 mieszkańców.